# Теннисный парк Ариакэ
Теннисный парк Ариакэ (яп. 有明テニスの森公園, Ariake Tenisu no Mori Kōen, англ. Ariake Tennis Park) — это комплекс теннисных кортов, одно из ведущих мест в Японии для проведения соревнований по теннису с центральным кортом Колизей Ариакэ. Расположен на юге японской столицы Токио, в квартале Ариакэ района Кото.

## История
В 1952 году на месте нынешнего теннисного парка существовало поле для гольфа Shinonome. После закрытия клуба в 1981 году, на его месте было решено построить комплекс теннисных кортов. Он был открыт был открыт 14 мая 1983 года, включал 48 теннисных кортов, 16 из которых были с искусственным покрытием и 32 корта с твердым покрытием, беговую дорожку и пешеходные тропы. Главная арена, Колизей Ариакэ (яп. 有 明 コ ロ シ ア ム), вмещает 10000 мест.
Площадь комплекса 163069 м².  
После того, как Токио стал столицей летней Олимпиады 2020, начались работы по реконструкции.
Колизей Ариакэ будет использоваться в качестве центрального корта на 20-х Олимпийских и Паралимпийских играх, но он будет отремонтирован, обеспечив проезд в инвалидной коляске и помещения, необходимые для работы.
Было построено 12 открытых кортов для игр, а также корты для тренировок, как открытых так и в помещении.
Работы проводились с 2017 по 2019 год. Стоимость проекта 5,9 миллиарда

## Колизей Ариакэ
Колизей Ариакэ - центральная арена Теннисного парка Ариакэ с раздвижной крышей.

## Спортивные соревнования
- Открытый чемпионат Японии по теннису
- Toray Pan Pacific Open
- Все чемпионаты Японии по теннису

- Теннис на Олимпийских играх 2020
- Теннис на Паралимпийских играх 2020